# Eric Brewer (científico)
Eric A. Brewer es el principal inventor del Esquema para Redes Inalámbricas denominado WiLDNet que promete llevar conectividad de bajo costo a las áreas rurales del Tercer Mundo. Además fue profesor titular en la Universidad de California en Berkeley, a la edad de 32 años. n 1996, Brewer fue cofundador de la Corporación Inktomi. Es conocido por formular el Teorema CAP, sobre aplicaciones en redes distribuidas.

## Educación
Brewer recibió una Licenciatura en Ciencias de la Ingeniería Eléctrica y la Computación (EECS), en la Universidad de California en Berkeley y un Doctorado en Filosofía en Ingeniería Eléctrica y Computación (EECS) en el MIT.

## Reconocimientos
Eric Brewer es el Ganador en 2009 del Premio en Ciencias de la Computación de la Fundación
ACM-Infosys.

"por su contribución en el diseño y desarrollo de servicios altamente escalables para Internet."
En 2007, Brewer fue investido como Compañero de la Association for Computing Machinery, "por el diseño de servicios escalables y confiables para Internet". El mismo año, fue investido en la National Academy of Engineering, "por el diseño de servicios altamente escalables para Internet".